# 16997 Garrone
16997 Garrone este o planetă minoră (asteroid), cu un diametru de 3,573 km, din centura de asteroizi. A fost descoperită pe 10 februarie 1999 la Experimental Test Site⁠(d) de Lincoln Near-Earth Asteroid Research. 
Obiectul prezintă o orbită caracterizată de o semiaxă mare de 2,2573943 UAi, o excentricitate de 0,18, o înclinație de 4,90015 ° în raport cu ecliptica.